# Tratado de Teusina

Mapa de los acuerdos territoriales establecidos entre Rusia y el Imperio Sueco en 1595; en verde los territorios anexados por Suecia.

El Tratado de Teusina, Tyavzin o Tyávzino (finés: Täyssinän rauha), celebrado el 18 de mayo de 1595, entre Rusia y el Imperio sueco, puso fin a la guerra ruso-sueca (1590-1595).
El tratado revisó las disposiciones de la Tregua de Plussa de 1583, restituyendo a Rusia todo el territorio cedido a Suecia, excepto Narva. Rusia recibió la mayor parte de la región Ingria, con las ciudades de Ivángorod, Yam, Koporye y la fortaleza de Korela, revirtiendo las fronteras a las prexistentes a la Guerra Livona.
La frontera sueco-rusa quedó delineada desde el río Systerbäck en el Golfo de Finlandia, a lo largo de los lagos Saimaa e Inari, la población de Neiden y hasta el Mar de Barents. Rusia tuvo que renunciar a cualquier reclamación sobre Estonia incluyendo Narva, confirmándose la soberanía de Suecia sobre Estonia desde 1561. Suecia recuperó varios años después el control sobre Ingria por el Tratado de Stolbovo en 1617, a raíz de la Guerra de Ingria.

## Otros tratados entre Suecia y Rusia
- Tratado de Plussa (1583)
- Tratado de Stolbovo (1617)
- Tratado of Valiesar (1658)
- Tratado de Cardis (1661)
- Tratado de Nystad (1721)
- Tratado de Åbo (1743)
- Tratado de Värälä (1790)
- Tratado de Fredrikshamn (1809)